# 吴臻
吴臻（1971年1月—），男，汉族，山东济南人，中国数学家，陈省身数学奖获得者。现任山东大学党委常委、副校长，数学与统计学院院长，教授、博士生导师。